# 雪の轍
『雪の轍』（ゆきのわだち、トルコ語: Kış Uykusu、英語: Winter Sleep）はトルコの映画監督・ヌリ・ビルゲ・ジェイランが2014年に制作した映画である。アントン・チェーホフの短編小説「妻」（1892年、英文題名：「The Wife」  ）にヒントを得て、夫婦の葛藤をカッパドキアの町を背景にドラマ風に描いている。2014年の第67回カンヌ国際映画祭でパルム・ドール賞（グランプリ）を受けた。 

## あらすじ
カッパドキア。元俳優のアイドゥンはここで年の離れた妻ニハル、妹のネジラとともにホテルを開業している。亡父の財産もあって裕福な彼らは、雑事は使用人に任せ何不自由もない暮らしを重ねており、意識もすっかりブルジョアに染まりきっていた。
ある日アイドゥンに納める家賃が払えないイスマイルの息子、イリヤスが憎悪をこめてアイドゥンの車に投石する。この事件にアイドゥンは余裕をみせ追及をしなかったが、後日イスマイルの弟の導師ハムディに伴われイリヤスは謝罪に訪れる。同情心を起こした篤志家のニハルは彼らへの憐れみを露わにするが、アイドゥンと対立する。そんな彼にネジラも反意を明らかにするのだった。
その結果、アイドゥンと慈善事業に没入するニハルの意識には亀裂が生じ、やがて口論の果てにアイドゥンは一時的な別居に出た。憔悴のなかニハルはイスマイルに逢い、家族の生活費の足しになればと援助の金を渡すが、イスマイルはそれを暖炉の火中に放り投げた。一方ニハルへの気持ちを断ち切れないアイドゥンは、目的地イスタンブールに赴くこともできず友人の家で酒に浸り、そしてニハルのもとに帰る気持ちを固めるのだった。

## キャスト
- アイドゥン： ハルク・ビルギネル
- ニハル： メリサ・ソゼン
- ネジラ： デメット・アクバァ
- ヒダーエット： アイベルク・ペクジャン
- ハムディ： セルハット・クルッチ
- イスマイル： ネジャット・イシレル
- スアーヴィ： タメル・レヴェント
- レヴェント： ナディル・サルバジャック
- ティムール： メフメット・アリ・ヌルオウル
- イリヤス： エミルハン・ドルックトゥタン

## スタッフ
- 監督 : ヌリ・ビルゲ・ジェイラン
- 脚本 : エブル・ジェイラン/ヌリ・ビルゲ・ジェイラン
- 撮影 : ギョクハン・ティリヤキ
- 編集 : ヌリ・ビルゲ・ジェイラン/ボラ・ギョクシンギョル
- 美術 : ガムゼ・クシュ
- 音響 : トマ・ロベール
- カラリスト : アダム・イングリス

## 受賞
| 映画賞                       | 賞                   | 対象 | 結果 |
| ---------------------------- | -------------------- | ---- | ---- |
| 第67回カンヌ国際映画祭       | パルム・ドール       |      | 受賞 |
| 第89回キネマ旬報ベスト・テン | 外国映画ベスト・テン |      | 8位  |